# 光始
光始（401年八月-406年十二月）是十六国时期后燕君主慕容熙的年號，共計6年，也是後燕的第九個年號。

## 纪年
| 光始 | 元年  | 二年  | 三年  | 四年  | 五年  | 六年  |
| ---- | ----- | ----- | ----- | ----- | ----- | ----- |
| 公元 | 401年 | 402年 | 403年 | 404年 | 405年 | 406年 |
| 干支 | 辛丑  | 壬寅  | 癸卯  | 甲辰  | 乙巳  | 丙午  |

## 参看
- 中国年号索引
- 同期存在的其他政权年号
  - 隆安（397年正月-401年十二月）：東晉皇帝晋安帝司马德宗的年号
  - 元兴（402年正月-404年十二月）：東晉皇帝晋安帝司马德宗的年号
  - 义熙（405年正月-418年十二月）：東晉皇帝晋安帝司马德宗的年号
  - 大亨（402年三月-十二月）：東晉皇帝晋安帝司马德宗的年号
  - 永始（403年十二月-404年五月）：桓玄的年号
  - 天康（404年正月-405年二月）：桓谦的年号
  - 弘始（399年九月-416年正月）：后秦政权姚兴年号
  - 神鼎（401年二月-403年八月）：后凉政权吕隆年号
  - 建和（400年正月-402年三月）：南凉政权秃发利鹿孤年号
  - 弘昌（402年三月-404年二月）：南凉政权秃发傉檀年号
  - 庚子（400年十一月-404年）：西凉政权李暠年号
  - 建初（405年-417年二月）：西凉政权李暠年号
  - 永安（401年六月-412年十月）：北凉政权沮渠蒙逊年号
  - 天兴（398年十二月-404年十月）：北魏政权拓跋珪年号
  - 天赐（404年十月-409年十月）：北魏政权拓跋珪年号
  - 建平（400年正月-405年十一月）：南燕政权慕容德年号
  - 太上（405年十一月-410年二月）：南燕政权慕容超年号
  - 太平（403年四月）：王始年号